# Castelnau-Picampeau
Castelnau-Picampeau este o comună în departamentul Haute-Garonne din sudul Franței. În 2009 avea o populație de 191 de locuitori.

## Evoluția populației
| An        | 1975 | 1982 | 1990 | 1999 | 2006 | 2009 |
| --------- | ---- | ---- | ---- | ---- | ---- | ---- |
| Populație | 170  | 179  | 171  | 165  | 178  | 191  |